# Еріх Гріцбах
Еріх Гріцбах (нім. Erich Gritzbach; 12 липня 1896 — 29 березня 1968) — німецький офіцер і чиновник, доктор політичних наук (16 лютого 1924), оберфюрер СС і оберстлейтенант резерву люфтваффе. Довірена особа Германа Герінга.

## Біографія
Учасник Першої світової війни на Західному фронті, а також прикордонних боїв в Сілезії. В 1920-22 роках — асистент директора Асоціації німецьких виробників верстатів, одночасно вивчав право і політологію в Берлінському і Тюбінгенському університетах, а до 1924 року був членом Німецької національної народної партії. 17 квітня 1924 року вступив в Головне імперське управління внутрішніх справ. З лютого 1933 року — начальник особистого бюро імперського комісара (фактично прем'єр-міністра) Пруссії. 1 травня 1933 року вступив в НСДАП (квиток №3 473 289), 25 вересня — в СС (посвідчення №80 174) і був зарахований в 2-й штурмбан 6-го штандарту СС. В 1933-36 роках — головний комісар Олімпійських ігор. З 24 березня 1934 року — особистий референт Герінга і начальник пресслужби Державного міністерства Пруссії. В 1938-45 роках — член Державної ради Пруссії і голова канцелярії прем'єр-міністра Пруссії. 20 квітня 1938 року зарахований в особистий штаб рейхсфюрера СС.
Після закінчення Другої світової війни інтернований американськими військами. Виступав свідком на Нюрнберзькому процесі у справі I.G. Farben, а також під час денацифікації Еріха Нойманна. З 1947 року працював менеджером Північнонімецького управління заліза і сталі, потім працював в Міжнародному союзі вугілля і сталі.

## Звання
- Урядовий радник (1 січня 1931)
- Міністерський радник (1 жовтня 1932)
- Штурмфюрер СС (25 вересня 1933)
- Оберштурмфюрер СС (4 липня 1934)
- Гауптштурмфюрер СС (1 січня 1935)
- Штурмбанфюрер СС (20 квітня 1936)
- Оберштурмбанфюрер СС (9 листопада 1936)
- Міністерський диригент (1936)
- Штандартенфюрер СС (9 листопада 1937)
- Оберфюрер СС (20 квітня 1938)
- Міністерський директор (1938)

## Нагороди
- Залізний хрест 2-го і 1-го класу
- Бронзова медаль «За хоробрість» (Австро-Угорщина)
- Нагрудний знак «За поранення» в чорному
- Почесний хрест ветерана війни з мечами
- Орден дому Саксен-Ернестіне, командорський хрест 2-го класу з мечами на кільці
- Німецький Олімпійський знак 1-го класу
- Нагрудний знак спостерігача
- Почесний знак Німецького Червоного Хреста, великий хрест
- Імперський орден Ярма та Стріл, великий хрест (26 грудня 1940)
- Хрест Воєнних заслуг 2-го і 1-го класу з мечами
- Медаль «За вислугу років у НСДАП» в бронзі (10 років)